# Dadeng (sockenhuvudort i Kina, Shanxi Sheng, lat 35,92, long 111,53)
Dadeng är en sockenhuvudort i Kina. Den ligger i provinsen Shanxi, i den norra delen av landet, omkring 230 kilometer sydväst om provinshuvudstaden Taiyuan. Antalet invånare är 16 025. Befolkningen består av 7 957 kvinnor och 8 068 män. Barn under 15 år utgör 15,0 %, vuxna 15-64 år 73 %, och äldre över 65 år 10,0 %.
Runt Dadeng är det tätbefolkat, med 459 invånare per kvadratkilometer. Närmaste större samhälle är Linfen, 18,6 km norr om Dadeng. Trakten runt Dadeng består till största delen av jordbruksmark.
Genomsnittlig årsnederbörd är 664 millimeter. Den regnigaste månaden är juli, med i genomsnitt 190 mm nederbörd, och den torraste är december, med 3 mm nederbörd.